# 菲茨傑拉德山
77°15′S 166°24′E / 77.250°S 166.400°E
菲茨傑拉德山是（英語：Fitzgerald Hill）
南極洲的山峰，位於羅斯島的伯德山西坡，海拔高度230米，由新西蘭的探險隊繪入地圖，現時由南極條約體系管理。